# Cosmosoul
Cosmosoul és una banda de jazz, soul i R&B. formada el 2009 a Madrid. Els cinc membres són tots de diferents llocs: Sergio Salvi, teclista d'origen napolità; Abel Calzetta, guitarrista argentí; Arturo García, bateria de Bilbao; Manuel Pablo Sanz, baixista madrileny i Alana Sinkëy, cantant portuguesa d'origen de Guinea Bissau, que canta en portuguès i anglès. El 2018 van publicar el seu primer tema en castellà, Rebeldía ("Rebel·lia"). Els temes inclouen influències del rock, el blues, la música del món, el pop i fins i tot l'electrònica.
L'àlbum de debut Sunrise, publicat el 2011 combina soul i funk. El seu segon àlbum, Terra, experimenta amb ritmes africans i més orgànics, i inclou la participació del raper El Chojin i el cor Gospel Factory. El 2017 van publicar el seu últim àlbum, Walk, amb sons del blues i l'electrònica, i influències que abasten des de principis dels setanta fins als sons més actuals de la "música negra". Han fet gires per Europa i Amèrica i han participat en diversos festivals de jazz, entre els quals el Festival Internacional de Jazz de Madrid. Alana Sinkëy també és cantant del grup Patax.
El 2012, Cosmosoul va ser nomenat «Millor grup revelació» i «Millor grup de música negra» als Guilles, els premis als artistes més destacats dins del circuit de música en directe de la Comunitat de Madrid. En 2019 van ser guardonats amb el premi Pop Eye per ser un «referent nacional de la música negra a Espanya».

## Discografia

### Àlbums
- Sunrise (2011)
- Terra (2014)
- Walk (2017)

### Singles
- Rebel·lia (2018)

Vegeu la discografia completa de Cosmosoul (en castellà) a Discogs.